# آشو (واشینگتن)
آشو (به انگلیسی: Ashue) یک منطقهٔ مسکونی در ایالات متحده آمریکا است که در شهرستان یاکیما، واشینگتن واقع شده‌است. آشو ۲۵۴ متر بالاتر از سطح دریا واقع شده‌است.